# El Viejo Caserón
El Viejo Caserón (anteriormente llamado simplemente Pasaje del Terror) fue un espectáculo del tipo pasaje del terror o casa del terror situado en el Parque de Atracciones de Madrid. Abrió en el verano de 1989 y estuvo en funcionamiento hasta el 31 de julio de 2014, fecha en la que cerró para ser sustituido por el pasaje The Walking Dead Experience en octubre de ese mismo año.
Desde 2019, durante las temporadas de Halloween del parque, el pasaje vuelve de forma temporal.
En octubre de 2016 se publicó la novela “Visita al Viejo Caserón”, escrita por la autora getafense Cristina Bermejo Rey, e inspirada por este espectáculo, que cuenta las peripecias de una visitante que queda atrapada en el pasaje, en el que los actores se revelan como algo mucho más terrorífico.

## Historia
El Viejo Caserón abrió sus puertas en el año 1989 en el edificio en el que se situaba previamente un mesón vasco que cerró tras un gran incendio en sus instalaciones. En sus inicios fue llamado "Pasaje del Terror", ya que fue creado por la empresa Monster & Monster (actualmente Master Productions Entreteinment), la cual es la creadora de los primeros pasajes del terror a nivel mundial, precisamente llamados así en todos ellos. Hasta 1998, dicha empresa gestionaba el espectáculo y el parque se quedaba con parte de las ganancias generadas. A partir de ese año el parque asumió su gestión, renombrándolo "El Viejo Caserón", nombre previamente utilizado como parte del eslogan del pasaje. Ante dichos cambios, el parque aprovechó para modernizar los sistemas de sonido, decoración y escenas, incluyendo a nuevos personajes. Alrededor de 2007 se amplió el pasaje, incluyendo de esta manera la mítica escena final de la morgue.
Finalmente, en 2014 el pasaje cierra de manera permanente para apostar por un nuevo pasaje más moderno bajo el sello de "The Walking Dead".
Durante la temporada de Halloween del parque desde 2019, el pasaje vuelve a abrir en un nuevo formato de forma temporal.

## Recorrido
El recorrido del pasaje fue variando de escenas durante sus años de existencia. El recorrido general era el siguiente:

###### 1) Introducción
El escenario de la primera escena era similar a la biblioteca de un caserío, incluyendo estanterías atestadas de libros polvorientos y de gruesos lomos. Al entrar, los visitantes debían de esperar en el centro de la estancia, delante de una escalera. A lo alto, aparecía una figura entre las sombras vestida con un gran sombrero de copa y algo entre brazos. Tras bajar las escaleras, pronunciaba la famosa frase (aun en uso en los pasajes de Halloween del parque): «no toquen nada ni a nadie y no serán tocados», junto a una historia para introducir a los visitantes al pasaje.

###### 2) Circo
Se trataba de una de las escenas más recientemente añadidas al pasaje. La decoración está basada en un circo. Incluía máscaras, bombillas y espejos. Los visitantes debían atravesar un pasillo con dicha decoración. Al final de él, solía aparecer un payaso con un cuchillo que corría hacia los visitantes, pero que finalmente desaparecía antes de que el payaso alcanzase a los visitantes. Tras cruzar una esquina, se accedía a otro pasillo con espejos que deformaban el reflejo de los visitantes. En esta sala aparecían más actores. La salida era unas escaleras de bajada.

###### 3) Bosque
Tras bajar las escaleras, los visitantes se introducían en un escenario que simulaba una especie de bosque. Estos eran sorprendidos varios metros más adelante por un hombre herido que agarraba una pala, situado tras una valla que trataba de atraparles. A continuación, los visitantes aparecían en un cementerio en dicho bosque, donde un hombre lobo se hacía presente.

###### 4) Sala de torturas
Constaba de una sala meramente transitoria decorada con todo tipo de objetos de tortura y cadáveres. Aparecía un hombre encapuchado que señalaba el camino que los visitantes debían de tomar para acceder a la siguiente sala y que daba la oportunidad de poder abandonar la experiencia a aquellos que el miedo les tenía sobrepasado. Y esa salida era «la puerta de los arrepentidos».

###### 5) Freddy Krueger
Los visitantes se encontraban con una sala con una pared de ladrillo. De repente, se escuchaba un sonido de una valla metálica abriéndose y acto seguido aparecía un personaje similar a Freddy Krueger. Comenzaba a sonar la canción de dicho personaje y película. Los visitantes avanzan a un pasillo con un espejo tras el que vuelve a aparecer Freddy. Tras asustar y amenazar varias veces a los visitantes, estos abandonaban la escena.

###### 6) Niña poseída
Una de las escenas más célebres del pasaje, similar a la película «El Exorcista». Al entrar, se veía a una niña realizando movimientos como si estuviera poseída. Acto seguido comenzaba a gritar y a perseguir a los visitantes hasta que estos abandonaban la sala por un pasillo.

###### 7) Psiquiátrico
Los visitantes entraban a una sala acolchada en la que sonaba una alarma y se informaba de una brecha de seguridad. Los visitantes entonces encontraban a un extraño hombre con una camisa de fuerza que observaba sin inmutarse un punto fijo con su mirada. Tras pasar frente a él, se encontraban con otro hombre extraño, similar al anterior, pero a diferencia de este, no llevaba una camisa de fuerza. Comenzaba a acercarse a los visitantes hasta que estaba a muy poca distancia de estos y les iba gritando a un volumen cada vez mayor. El recorrido continuaba por un pasillo con el techo en forma de bóveda de cañón.

###### 8) Morgue
La siguiente sala mostraba una especie de morgue con sacos de gran tamaño colgados del techo. Tanto las paredes como dicho saco mostraban grandes manchas de sangre. Comenzaba a sonar un ruido similar al de una motosierra. Los visitantes se topaban con la figura de un hombre con un delantal embadurnado en sangre tras una cortina. Dicho personaje se dejaba ver y empezaba a perseguir a los visitantes por toda la sala hasta que estos encontraban la salida.

## Leyendas
Existen diversas leyendas (la mayoría desmentidas por el propio parque) sobre el pasaje. Una de las más célebres es la de Matilde. Según dice, Matilde era una cocinera del antiguo restaurante vasco que murió abrasada en el incendio. La leyenda asegura que su espíritu continúa en el edificio, en teoría, en la zona de la escena del exorcismo, puesto que ahí se encontraba la cocina. Otra leyenda urbana, esta no de carácter sobrenatural, apunta a que la actriz que interpreta a la niña poseída fue violada durante un pase. Esta leyenda ha sido desmentida en diversas ocasiones por el parque.